# Цианин
Циани́н (1,1'-диизоамил-4,4'-цианин иодид) — органическое соединение, основный метиновый краситель с химической формулой C29H35NI2. Название образовано от греч. ϰυανός — синий. Синтезирован в 1856 году Чарльзом Гревилем Вильямсом. Стал первым синтетическим представителем класса метиновых красителей, от названия которого произошло исторически сложившееся название «цианиновые красители», относящееся к подгруппе, представители которой содержат ароматические гетероциклы. Имел, но быстро утратил применение в красильной промышленности и фотографии, по-прежнему используется в биологии и аналитической химии.
Синонимы: цианин Вильямса, хинолиновый синий, цианиновый синий, C.I. 806.

## История
Цианин впервые был получен Гревилем Вильямсом в 1856 г., во время его работы в университете Глазго. Вильямс, которому на тот момент было 27 лет, обнаружил, что соли хинолина способны давать яркие цвета при обработке их окисью серебра. Он продолжил опыты с другими хинолинами, извлечёнными дистилляцией из различных источников — угля, битума, костяного масла, цинхонина и выяснил, что наиболее интересными оказываются продукты обработки цинхониновых хинолинов иодистым амилом, которые затем нагревались с аммиаком, так как, по его выражению, они давали «величественный синий цвет». Осознавая, что основание хинолина, с которым он работает, загрязнено и пытаясь улучшить его различными методами очистки, в итоге пришёл к окончательной методике получения наиболее чистого цвета — обработке хинолиновой соли поташем, которая и давала цианин.
Цианин пытались применять в красильной промышленности, однако его слабая светопрочность приводила к обесцвечиванию окрашенной материи на солнце всего лишь за несколько часов. Чтобы устранить этот существенный недостаток, была объявлена премия, так и оставшаяся невостребованной — номинанту предлагалась золотая медаль и 10 000 франков за доработки, позволявшие сделать цианин устойчивым к солнечным лучам.
В 1861 году Шнитцер, работая с хинолином, полученным из каменноугольной смолы, опубликовал работу, содержащую подробные инструкции по получению красителя, который он назвал «хинолиновый синий». В дальнейшем было установлено, что это соединение и цианин Вильямса являются одним и тем же веществом.
В 1863 году из исходной смеси хинолинов выделили другое основание, которое получило название лепидина. Вскоре после синтетического получения хинолина в 1880 году удалось выяснить что лепидин является 4-метилхинолином и синтезировать также и это соединение. После этого была предпринята попытка получить цианин из синтетических исходных реагентов, в результате которой в 1883 году было показано, что обработка по методике Вильямса одного лишь хинолина не приводит к синтезу цианина и что для достижения результата требуется использовать смесь хинолина и лепидина.
Правильная химическая структура молекулы цианина была впервые предложена немецким химиком Эрнстом Кёнигом в 1906 году.

## Физические и химические свойства
Имеет вид блестящих зелёных кристаллов. Легко растворим в этаноле, растворим в метаноле, амиловом спирте, ацетоне и хлороформе, мало растворим в горячей воде, почти нерастворим в холодной воде и диэтиловом эфире. Температура плавления — 100 °С, температура разложения — 150 °С. Молярная масса — 538,51 г/моль.
Сенсибилизирует фотографические эмульсии к оранжево-красному диапазону спектра с максимумом в 580—610 нм.
Хранить реактив следует плотно закрытым и защищённым от света.

## Получение
Получают из смеси хинолина и лепидина, обрабатывая её на первой стадии иодистым изоамилом, затем, на второй стадии — щёлочью.

## Применение
Используется в микроскопии для окраски жиров, костных слоёв, одревесневших мембран. Пригоден для прижизненного окрашивания препаратов.
В аналитической химии как кислотно-основный индикатор с переходом в границах 7,0—8,0 pH от бесцветного к фиолетовому.
В фотографии применялся в качестве спектрального сенсибилизатора.